# Neal Foulds
Neal Foulds (n. 13 de julio de 1963) es un exjugador de snooker inglés.

## Biografía
Nació en Inglaterra en 1963. Hijo del jugador profesional de snooker Geoff Foulds, siguió sus pasos y estuvo en el circuito profesional entre 1983 y 2004. Se proclamó campeón de un único torneo de ranking, el Abierto Internacional de 1986, en cuya final derrotó a Cliff Thorburn (12-9). Fue también subcampeón del Campeonato del Reino Unido de ese mismo año (7-16 ante Steve Davis en la final) y del Abierto Británico de 1987 (9-13 contra Jimmy White). Entre sus otros triunfos, se cuentan el Pontins Professional de 1987 y el de 1991, el Masters de Dubái de 1988, el Masters de Escocia de 1992 y el Pot Black de 1992.